# Klaus Rifbjergs debutantpris for lyrik
Klaus Rifbjergs debutantpris for lyrik blev stiftet af Klaus Rifbjerg i 1983 og uddeles hvert andet år med kr. 10.000. Den skal tilfalde en debutant, der inden for de sidste 2 år har udgivet sin første digtsamling på dansk, færøsk eller grønlandsk.

## Modtagere
- 2024 Amina Elmi
- 2022 Lasse Raagaard Jønsson
- 2020 Molly Balsby
- 2018 Theresa Salomonsen
- 2016 Theis Ørntoft
- 2014 Asta Olivia Nordenhof
- 2012 Sissal Kampmann[2]
- 2010 Eva Tind Kristensen
- 2008 Morten Søkilde
- 2006 Dy Plambeck
- 2004 Lars Skinnebach
- 2002 Martin Larsen
- 2000 Øverste Kirurgiske
- 1998 Mikkel Thykier
- 1996 Katrine Marie Guldager
- 1994 Kirsten Hammann
- 1992 Lene Henningsen
- 1990 Karen Marie Edelfeldt
- 1988 Lars Bukdahl
- 1986 Morti Vizki
- 1984 Juliane Preisler